# 東京映画社
株式会社東京映画社（とうきょうえいがしゃ）は、1965年に設立された日本の映像・グラフィックの制作会社、展示会・コンサート等のイベント運営会社である。大手企業の広告、自治体のプロモーションをメインフィールドとする。また、2014年に高知県東部の安田町に、2018年に神奈川県鎌倉市(北鎌倉)にそれぞれサテライトオフィス＆スタジオを置き、主にフィールドワークに特化した映像撮影・制作を行なっている。かつて存在した東宝系の映画制作会社である東京映画、その後身のテレビドラマ制作会社東京映画新社とは資本関係はない。Tokyo Movie Co., Ltd.は同社の英文社名で、かつて存在したアニメーション制作会社東京ムービーの英文社名と同一であるが、こちらとも資本関係はない。創設者は鳥山正七(故人)。現在の社長百々立夫は２代目（1993年就任）で社主、高知県観光特使( 2014年〜)、高知県安田町ふるさと親善大使(2018年〜)。
”Level do”は東京映画社の音楽部門のレーヴェルである。

## データ
- 本社所在地 東京都港区赤坂2-12-33 赤坂永楽ビル3階[1]
- 高知支社所在地 高知県安芸郡安田町大字正弘1550-2
- 鎌倉市社所在地 神奈川県鎌倉市今泉台4-13-13

## 略歴・概要
1965年（昭和40年）5月25日、設立。
戦後の高度経済成長によって飛躍的に発達した日本の産業を追った記録映像(産業映画)の制作を目的として、第18回オリンピック競技大会東京大会（1964年）の翌年に設立。
設立当初の10年間で産業映画から広告映画、教育映画へとフィールドを広げ、1980年代に入り撮影機材のビデオ化が進むと作品の多くはフィルムからビデオへと転換、制作効率の向上に伴って広告(CM等)・プロモーションビデオ、教育ビデオの制作本数を飛躍的に増やしていった。1990年代、百々立夫が社長に就任すると、それまでの映像制作のノウハウを生かして広告面での事業の拡大を図り、グラフィック・マルチメディア制作、イベント企画・施工・運営等の事業をスタートさせた。また、映像とのコラボレーションをメインとしたアーチスト、ミュージシャンの公演も行なっている。
1977年、『放射線を探る』（百々立夫脚本・監督）で文部省選定。
1987年、『構内作業-八つの禁じ手』(百々立夫脚本・監督)をはじめとする２作品で財団法人日本視聴覚教育協会優秀映像教材職能教育部門優秀作品賞を受賞。
2002年、同社に集った若手演劇人のワークショップを進化させ、舞台『Couples』（内山厳・百々立夫演出）を制作、上演。
2007年には、コメディー映画『姦C（かしまシー）』（遠藤一平監督、伊藤陽佑主演）、WEBドラマ『WEB@ホラー』(水戸英樹監督、宝生舞主演)を制作する。
2014年より年１度、高知県東部各地にて高知県を代表する著名なミュージシャンを結集し、”映像とコラボレーションした演奏会”を主催している。